# تجزیه و تحلیل
تجزیه‌ و تحلیل یا واکاوش (به انگلیسی: Analytics) محاسباتی نظام‌مند داده‌ها یا آمار است که برای کشف، تفسیر و بررسی ارتباط الگوهای معنی‌دار در داده‌ها استفاده می‌شود. Analytics همچنین مستلزم استفاده از الگوهای داده محور برای تصمیم‌گیری مؤثر است. تجزیه‌ و تحلیل می‌تواند در مناطق غنی از اطلاعات ثبت شده ارزشمند باشد. Analytics به کاربرد همزمان آمار، برنامه‌نویسی رایانه ای و تحقیقات در عملیات برای بررسی عملکرد کمی متکی است.
ممکن است سازمان‌ها برای توصیف، پیش‌بینی و بهبود عملکرد تجاری، از داده‌های تجاری Analytics استفاده کنند. به‌طور خاص، زمینه‌های Analytics شامل تجزیه و تحلیل پیش‌بینی، تجزیه و تحلیل توصیفی، مدیریت تصمیم‌گیری شرکتی، تجزیه و تحلیل شناختی، تجزیه و تحلیل داده‌های بزرگ، تجزیه و تحلیل خرده فروشی، تجزیه و تحلیل زنجیره تأمین، ذخیره‌سازی داده و بهینه‌سازی واحد ذخیره سهام، بهینه‌سازی بازاریابی و مدل‌سازی آمیخته بازاریابی، تجزیه و تحلیل وب، تجزیه و تحلیل تماس، تجزیه و تحلیل گفتار، اندازه‌گیری و بهینه‌سازی نیروی فروش، مدل قیمت گذاری و تبلیغات، علم پیش‌بینی، تجزیه و تحلیل نمودار، تجزیه و تحلیل ریسک اعتبار، و تجزیه و تحلیل تقلب باشد. از آنجا که Analytics می‌تواند به محاسبات گسترده‌ای نیاز داشته باشد (به داده‌های بزرگ مراجعه کنید)، الگوریتم‌ها و نرم‌افزارهای مورد استفاده برای Analytics از جدیدترین روش‌های علوم کامپیوتر، آمار و ریاضیات استفاده می‌کنند.

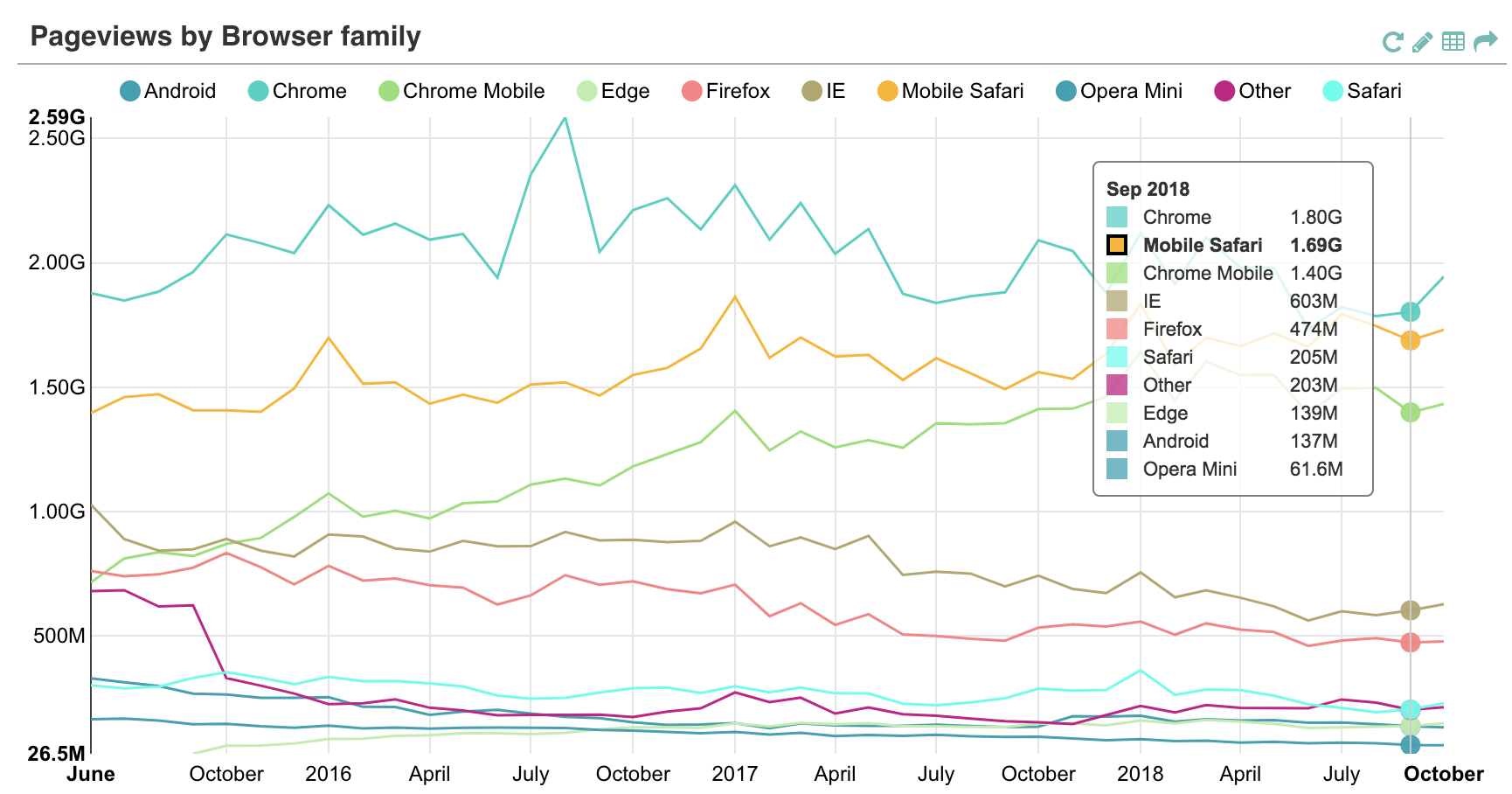
تحلیل ترافیک خود ویکی‌پدیای انگلیسی

## واکاوش در مقابل تجزیه و تحلیل
تجزیه و تحلیل بر درک گذشته متمرکز است (این که چه اتفاقی افتاد و چرا این اتفاق افتاد). واکاوش بر روی اینکه چرا این اتفاق افتاده و در آینده چه اتفاقی می‌افتد، تمرکز دارد.
تجزیه و تحلیل داده‌ها یک زمینه چند رشته‌ای است. استفاده گسترده از مهارت‌های رایانه‌ای، ریاضیات، آمار، استفاده از تکنیک‌های توصیفی و مدل‌های پیش‌بینی برای به دست آوردن دانش ارزشمند از داده‌ها از طریق تجزیه و تحلیل مد نظر می‌باشد. بررسی داده‌ها برای ارائه پیشنهاد یا هدایت تصمیم‌گیری ریشه در زمینه تجارت استفاده می‌شود؛ بنابراین، Analytics چندان مربوط به تجزیه و تحلیل‌های فردی یا مراحل تجزیه و تحلیل نیست، بلکه کل روش را در نظر می‌گیرد. تمایل مشخصی به استفاده از اصطلاح تجزیه و تحلیل در تنظیمات تجاری وجود دارد. تجزیه و تحلیل متن در مقابل متن کاوی اصطلاحی عمومی تر برای تأکید بر این دیدگاه گسترده‌تر می‌باشد. استفاده از اصطلاح تجزیه و تحلیل پیشرفته، به‌طور معمول برای توصیف جنبه‌های فنی تجزیه و تحلیل استفاده می‌شود. به ویژه در زمینه‌های نوظهور مانند استفاده از تکنیک‌های یادگیری ماشینی مانند شبکه‌های عصبی، درخت تصمیم، رگرسیون لجستیک، تحلیل رگرسیون خطی تا چندگانه، طبقه‌بندی برای انجام مدل‌سازی پیش‌بینی انجام می‌شود. این همچنین شامل تکنیک‌های یادگیری ماشینی بدون نظارت مانند تجزیه و تحلیل خوشه‌ای، تجزیه و تحلیل مولفه‌های اصلی، تجزیه و تحلیل مشخصات تقسیم‌بندی و تجزیه و تحلیل ارتباطی می‌باشد.

## برنامه‌های کاربردی

### بهینه‌سازی بازاریابی
بازاریابی اخیراً از یک فرایند خلاق به یک فرایند بسیار داده محور تبدیل شده‌است. سازمان‌های بازاریابی از تجزیه و تحلیل برای تعیین نتایج کمپین‌ها یا تلاش‌ها و هدایت تصمیمات برای سرمایه‌گذاری و هدف گذاری مصرف‌کننده استفاده می‌کنند. مطالعات دموگرافیک، تقسیم‌بندی مشتری، تجزیه و تحلیل اتصال و سایر تکنیک‌ها به بازاریابان اجازه می‌دهد تا از اطلاعات در مورد خرید مصرف‌کننده، نظرسنجی و داده‌های مختلف برای درک و برقراری ارتباط با استراتژی بازاریابی استفاده کنند.
تجزیه و تحلیل بازاریابی شامل داده‌های کیفی و کمی، ساختار یافته و غیرساختاری است که برای هدایت تصمیمات استراتژیک در رابطه با بررسی نتایج برند و درآمد استفاده می‌کند. این فرایند شامل مدل‌سازی پیش‌بینی، آزمایش بازاریابی، اتوماسیون و بررسی ارتباطات فروش در زمان واقعی است. این داده‌ها شرکت‌ها را قادر می‌سازد تا برای به حداکثر رساندن نتایج عملکرد، پیش‌بینی کرده و اجرای استراتژیک را تغییر دهند.
تجزیه و تحلیل وب به بازاریابان این امکان را می‌دهد تا با استفاده از عملیاتی به نام جلسه سازی، اطلاعات مربوط به تعاملات را در یک وب سایت در سطح جلسه جمع کنند. Google Analytics نمونه‌ای از ابزار محبوب تجزیه و تحلیل رایگان است که بازاریابان برای این منظور استفاده می‌کنند. این سیستم‌های اطلاعاتی تجزیه و تحلیل وب را با بررسی اطلاعات لازم برای ردیابی مراجعه کننده، جستجوی کلمات کلیدی، شناسایی آدرس IP و ردیابی فعالیت‌های بازدید کننده فراهم می‌کند. با استفاده از این اطلاعات، یک بازاریاب می‌تواند کمپین‌های بازاریابی، محتوای خلاقانه وب سایت و معماری اطلاعات را بهبود بخشد.
تکنیک‌های تجزیه و تحلیل که اغلب در بازاریابی استفاده می‌شود شامل مدل‌سازی آمیخته بازاریابی، تجزیه و تحلیل قیمت و تبلیغات، بهینه‌سازی نیروی فروش و تجزیه و تحلیل مشتری (به عنوان مثال تقسیم‌بندی) است. تجزیه و تحلیل وب و بهینه‌سازی وب سایت‌ها و کمپین‌های آنلاین اکنون اغلب دست به دست هم می‌دهند و از تکنیک‌های تجزیه و تحلیل بازاریابی سنتی استفاده می‌کنند. تمرکز بر رسانه‌های دیجیتال واژگان را کمی تغییر داده‌است به طوری که معمولاً از مدل‌سازی آمیخته بازاریابی به عنوان مدل‌سازی اسنادی در زمینه مدل‌سازی آمیخته دیجیتال یا بازاریابی یاد می‌شود.
این ابزارها و تکنیک‌ها از تصمیمات استراتژیک بازاریابی پشتیبانی می‌کنند (از جمله بررسی مقدار کلی هزینه برای بازاریابی، نحوه تخصیص بودجه در مجموعه‌ای از مارک‌ها و ترکیب بازاریابی). این امر شامل پشتیبانی تاکتیکی، از نظر هدف قرار دادن بهترین مشتری بالقوه در قالب مقرون به صرفه‌ترین رسانه در زمان ایده‌آل می‌باشد.

### تجزیه و تحلیل افراد
People Analytics از داده‌های رفتاری برای درک نحوه کار افراد و تغییر نحوه مدیریت شرکت‌ها استفاده می‌کند.
تجزیه و تحلیل افراد همچنین به عنوان تجزیه و تحلیل نیروی کار، تجزیه و تحلیل منابع انسانی، تجزیه و تحلیل استعداد، بینش افراد، بینش استعداد، بینش همکاری، تجزیه و تحلیل سرمایه انسانی و تحلیل HRIS شناخته می‌شود. تجزیه و تحلیل منابع انسانی کاربرد تجزیه و تحلیل برای کمک به شرکت‌ها در مدیریت منابع انسانی است. علاوه بر این، تجزیه و تحلیل منابع انسانی به یک ابزار استراتژیک در تجزیه و تحلیل و پیش‌بینی روندهای مرتب در بازارهای متغیر کار با استفاده از ابزار Career Analytics تبدیل شده‌است. هدف این است که تشخیص دهیم کدام کارمندان را استخدام می‌کنیم، کدام یک را برای پاداش دادن یا ارتقا در نظر گیریم، چه مسئولیت‌هایی را تعیین کنیم و کدام مشکلات مشابه منابع انسانی بیشتر دردسرساز هستند. تجزیه و تحلیل منابع انسانی به‌طور فزاینده ای اهمیت پیدا کرده‌است تا بفهمیم چه نوع نمایه‌های رفتاری موفق و ناموفق هستند. به عنوان مثال، با یک تجزیه و تحلیل می‌توان دریافت که افرادی که دارای نوع خاصی از مشخصات متناسب هستند، احتمالاً در یک نقش خاص موفق می‌شوند و آنها را به عنوان بهترین کارمندان استخدام می‌کنند.
پیشنهاد شده‌است که People Analytics یک رشته جداگانه برای HR تجزیه و تحلیل باشد، که بیشتر تمرکز خود را بر روی مسائل تجاری به جای فرآیندهای اداری قرار دهد، و اینکه ممکن است People Analytics واقعاً در منابع انسانی سازمانها نباشند. با این حال، کارشناسان در این مورد اختلاف نظر دارند، و بسیاری معتقدند که منابع انسانی نیاز به توسعه People Analytics به عنوان بخش اصلی عملکرد تجاری دارند. آنها دارای توانایی استراتژیک در دنیای متغیر کار ناشی از اتوماسیون هستند. به جای انتقال مبحث People Analytics به خارج از منابع انسانی، برخی از کارشناسان استدلال می‌کنند که این سیستم متعلق به منابع انسانی است، البته دسته جدیدی از متخصصان منابع انسانی که بیشتر مبتنی بر داده عمل می‌کنند، این کار را انجام می‌دهند.

### تجزیه و تحلیل نمونه کارها
یک کاربرد متداول تجزیه و تحلیل تجارت، تجزیه و تحلیل نمونه کارها است. در این بخش، یک بانک یا آژانس وام دهنده مجموعه ای از حساب‌ها با ارزش و ریسک متفاوت دارد. این حساب‌ها ممکن است از نظر وضعیت اجتماعی (ثروتمند، طبقه متوسط، فقیر و …) دارنده، موقعیت جغرافیایی، ارزش خالص آن و بسیاری از عوامل دیگر متفاوت باشد. وام دهنده باید بازده وام را با خطر نکول برای هر وام متعادل کند. س Theال این است که چگونه می‌توان نمونه کارها را به‌طور کلی ارزیابی کرد.
کمترین خطر وام ممکن است برای افراد بسیار ثروتمند باشد، اما تعداد افراد ثروتمند بسیار محدود است. از طرف دیگر، فقرا بسیاری هستند که می‌توان به آن‌ها وام داد، اما در معرض خطر بیشتری هستند. باید مقداری تعادل برقرار شود که بازده را به حداکثر و خطر را به حداقل برساند. راه حل تجزیه و تحلیل ممکن است تجزیه و تحلیل سری زمانی باشد که بسیاری از مسائل دیگر را ترکیب کرد تا بتواند در مورد زمان تصمیم‌گیری، به این بخش‌های مختلف وام گیرنده تزریق پول کرد. این شامل تصمیماتی راجع به نرخ سود اعضای یک بخش نمونه کارها برای جبران ضرر و زیان اعضای این بخش می‌باشد.

### تجزیه و تحلیل ریسک
مدل‌های پیش‌بینی در صنعت بانکداری به منظور ایجاد اطمینان در نمرات ریسک برای مشتریان منفرد ساخته شده‌است. امتیازات اعتباری برای پیش‌بینی رفتار بزهکاری افراد ساخته می‌شود و به‌طور گسترده برای ارزیابی اعتبار هر متقاضی استفاده می‌شود. علاوه بر این، تجزیه و تحلیل ریسک در دنیای علمی و صنعت بیمه انجام می‌شود. همچنین در موسسات مالی مانند شرکت‌های Online Payment Gateway به‌طور گسترده‌ای مورد استفاده قرار می‌گیرد تا معاملات واقعی یا کلاهبرداری را انجام دهند. برای این منظور آنها از تاریخ معاملات مشتری استفاده می‌کنند. این امر معمولاً در خرید کارت اعتباری مورد استفاده قرار می‌گیرد، اگر ناگهان در حجم معاملات مشتری افزایش یابد مشتری در صورت شروع معامله توسط مشتری، تماس تأیید می‌گیرد. این امر به کاهش ضرر ناشی از چنین شرایطی کمک می‌کند.

### تجزیه و تحلیل دیجیتال
تجزیه و تحلیل دیجیتال مجموعه فعالیت‌های تجاری و فنی است که داده‌های دیجیتال را به گزارش، تحقیق، تجزیه و تحلیل، توصیه‌ها، بهینه‌سازی‌ها، پیش‌بینی‌ها و اتوماسیون‌ها، جمع‌آوری تبدیل می‌کند. این شامل SEO (بهینه‌سازی موتور جستجو) است که در آن جستجوی کلمات کلیدی ردیابی می‌شود و از این داده‌ها برای اهداف بازاریابی استفاده می‌شود. حتی تبلیغات و کلیک‌های بنری نیز تحت تجزیه و تحلیل دیجیتال قرار می‌گیرند. تعداد فزاینده ای از مارک‌ها و شرکت‌های بازاریابی برای توسعه بازاریابی دیجیتال خود به تجزیه و تحلیل دیجیتال اعتماد می‌کنند، که در آن MROI (بازاریابی بازگشت سرمایه) یک شاخص مهم عملکرد (KPI) است.

### تجزیه و تحلیل امنیتی
تجزیه و تحلیل امنیت به فناوری اطلاعات (IT) برای بررسی رویدادهای امنیتی برای درک و تحلیل رویدادهایی که بیشترین خطر را دارند، اشاره دارد. محصولات در این زمینه شامل اطلاعات امنیتی و مدیریت رویدادها و تجزیه و تحلیل رفتار کاربر هستند.

### تجزیه و تحلیل نرم‌افزار
تجزیه و تحلیل نرم‌افزار فرایند جمع‌آوری اطلاعات در مورد نحوه استفاده و تولید یک نرم‌افزار است.

## چالش‌ها
در صنعت نرم‌افزار تجزیه و تحلیل تجاری، تأکید بر حل چالش‌های تجزیه و تحلیل مجموعه‌های داده پیچیده و پیچیده، اغلب در مواردی است که چنین داده‌هایی در حالت تغییر دائمی هستند. از این مجموعه داده‌ها معمولاً به عنوان داده بزرگ یاد می‌شود. در حالی که زمانی مشکلات ناشی از داده‌های بزرگ فقط در جامعه علمی مشاهده می‌شد، این امر برای بسیاری از مشاغل مشکل ساز است. سیستم‌های معاملاتی باید به‌صورت آنلاین کار می‌کنند و در نتیجه حجم زیادی از داده‌ها را به سرعت جمع می‌کنند.
تجزیه و تحلیل انواع داده‌های غیرساختاری چالش دیگری است که باعث جلب توجه در صنعت می‌شود. داده‌های بدون ساختار از نظر ساختار متفاوت است به این دلیل که قالب آنها بسیار متفاوت است و بدون تلاش قابل توجه در تبدیل داده‌ها، نمی‌تواند در پایگاه‌های داده سنتی ذخیره شود. منابع داده‌های غیرساختاری، مانند ایمیل، محتوای اسناد پردازشگر متن، PDF، داده‌های مکانی و غیره، به سرعت در حال تبدیل شدن به یک منبع مرتبط با هوش تجاری برای مشاغل، دولت‌ها و دانشگاه‌ها هستند. به عنوان مثال، در انگلیس کشف این که یک شرکت به‌طور غیرقانونی یادداشت‌های یک متخصص را برای کمک به مردم در کلاهبرداری از کارفرمایان و شرکت‌های بیمه می‌فروشد، فرصتی برای شرکت‌های بیمه ایجاد می‌کند تا عملکرد خود را در تجزیه و تحلیل داده‌های غیرساختاری افزایش دهند. مؤسسه جهانی مک کینزی تخمین می‌زند که تجزیه و تحلیل داده‌های بزرگ می‌تواند ۳۰۰ میلیارد دلار در سال برای سیستم مراقبت‌های بهداشتی آمریکا و ۲۵۰ میلیارد یورو برای بخش دولتی اروپا صرفه جویی مالی داشته باشد.
این چالش‌ها الهام بخش نوآوری در سیستم‌های اطلاعاتی تجزیه و تحلیل مدرن است که باعث ایجاد مفاهیم تجزیه و تحلیل ماشین به نسبت جدیدی مانند پردازش رویدادهای پیچیده، جستجوی متن کامل و تجزیه و تحلیل، و حتی ارئه ایده‌های جدید می‌شود. یکی از این نوآوری‌ها، ارائه معماری شبکه ای در تجزیه و تحلیل ماشینی است که امکان افزایش سرعت پردازش موازی را با توزیع حجم کار در بسیاری از رایانه‌ها با دسترسی برابر به مجموعه داده‌های کامل فراهم می‌کند.
در این راستا از تجزیه و تحلیل به‌طور فزاینده ای در آموزش و پرورش استفاده می‌شود (به ویژه در سطح بخش‌ها و ادارات دولتی). با این حال، پیچیدگی معیارهای عملکرد دانش آموزان هنگامی که مربیان سعی در درک و استفاده از تجزیه و تحلیل برای تشخیص الگوهای عملکرد دانش آموزان دارند، پیش‌بینی احتمال فارغ‌التحصیلی، بهبود شانس موفقیت دانش آموزان و غیره چالش‌هایی را به وجود می‌آورند. به عنوان مثال، در مطالعه ای که شامل مناطقی است که به دلیل استفاده از داده‌های بزرگ شناخته شده‌اند، ۴۸٪ از معلمان در طرح سؤال ناشی از داده‌ها مشکل داشتند، ۳۶٪ از معلمان داده‌های ارائه شده را درک نمی‌کردند، و ۵۲٪ از آنها داده‌ها را به درستی تفسیر نمی‌کردند. برای مقابله با این، برخی از ابزارهای تجزیه و تحلیل برای مربیان در قالب یک فرم داده بدون نسخه (ارائه برچسب‌ها، مستندات تکمیلی و یک سیستم کمک و تصمیم‌گیری برای بسته‌های اصلی / صفحه نمایش و محتوا) برای بهبود درک و استفاده مربیان از تجزیه و تحلیل در حال نمایش است.
یک چالش دیگر، نیازهای نظارتی پویا است. به عنوان مثال، در صنعت بانکداری، بازل III و نیازهای کفایت سرمایه در آینده احتمالاً باعث می‌شود که حتی بانک‌های کوچکتر نیز مدل ریسک پذیری داخلی را در پیش بگیرند. در چنین مواردی، محاسبات ابری و زبان برنامه‌نویسی منبع باز R می‌تواند به بانک‌های کوچکتر کمک کند تا تجزیه و تحلیل ریسک را انجام دهند و با استفاده از تجزیه و تحلیل پیش‌بینی، از نظارت بر سطح شعب پشتیبانی کنند.

## خطرات
خطر اصلی برای مردم تبعیض مانند تبعیض قیمت یا تبعیض آماری است . به بررسی علمی علمی آمریکایی «سلاح‌های تخریب ریاضیات» مراجعه کنید
همچنین این مزیت نیز وجود دارد که یک توسعه دهنده از ایده‌ها یا کارهای انجام شده توسط کاربران سود ببرد، مانند این مثال: کاربران می‌توانند ایده‌های جدیدی را در یک برنامه یادداشت برداری بنویسند، که سپس می‌تواند به عنوان یک مسئله سفارشی سازی شده ارسال شود و توسعه دهندگان می‌توانند از این ایده‌ها سود ببرند. این امر ممکن است هرگاه اتفاق بیفتد، زیرا مالکیت محتوا معمولاً از نظر قانونی مشخص نیست.
اگر هویت کاربر محافظت نشود، خطرات بیشتری وجود دارد (به عنوان مثال، خطر عمومی شدن اطلاعات خصوصی کاربران در اینترنت).
در نهایت، این خطر وجود دارد که دولت‌ها می‌توانند بیش از حد اطلاعات خصوصی را جمع‌آوری کنند، چرا که اکنون دولت‌ها اختیارات بیشتری برای دسترسی به اطلاعات شهروندان خود دارند.